# Phaeochlaena tendinosa
Phaeochlaena tendinosa är en fjärilsart som beskrevs av Jacob Hübner 1818. Phaeochlaena tendinosa ingår i släktet Phaeochlaena och familjen tandspinnare. Inga underarter finns listade i Catalogue of Life.